# Círculos de Woo

Dos de los infinitos círculos de Woo (negro y verde), que tienen su centro en la recta de Schoch (cian) y son tangentes a sus correspondientes arcos

En geometría, los círculos de Woo, descubiertos por Peter Y. Woo, son un conjunto de infinitos círculos arquimedianos.

## Construcción
Se parte de un arbelos, con los dos semicírculos internos tangentes en el punto C. Sea m cualquier número real no negativo. Trácense dos arcos, con radio m veces los radios de los dos semicírculos del arbelos más pequeños, con centro en la línea base del arbelos, tangentes entre sí en el punto C y con radio m veces el radio del arco del arbelos pequeño correspondiente. Cualquier círculo con centro en la recta de Schoch y externamente tangente a los dos arcos es un círculo de Woo.
Estos círculos, dada su condición de círculos arquimedianos, tienen el mismo radio que los correspondientes círculos de Arquímedes del arbelos.